# Chitembo
Chitembo ist eine Stadt und ein Landkreis in Angola, im Südwesten Afrikas.

## Geschichte
Das Gebiet wurde 1591 von König Muini Ndombo regiert, der einer Krankheit erlag. Danach fiel das Gebiet an die herandrängende Portugiesische Kolonialmacht. 1965 erhob die portugiesische Regierung Chitembo zur Cidade (Stadt).

## Wirtschaft
Der Kreis ist landwirtschaftlich geprägt. Hauptanbauprodukte sind Maniok, Mais, Süßkartoffeln, dazu Obst und Gemüse. Auch Viehzucht, Flussfischerei, Jagd und Honigproduktion spielen eine Rolle. Zu nennen sind zudem Holzwirtschaft und der kleinteilige Abbau von Diamanten in kleinen Minen im Kreis.

## Verwaltung
Chitembo ist Sitz eines gleichnamigen Landkreises (Município) in der Provinz Bié. Der Kreis hat etwa 198.000 Einwohner (Schätzung 2013) auf einer Fläche von 19.098 km².
Die folgenden sechs Gemeinden (Comunas) bilden den Kreis Chitembo:
- Cachingues
- Chitembo
- Malengue
- Matumbo
- Mumbué
- Soma Cuanza